# Pholidoscelis polops
Pholidoscelis polops (санта-крузька амейва) — вид ящірок родини теїдових (Teiidae). Ендемік Американських Віргінських Островів.

## Поширення і екологія
Санта-крузькі амейви мешкають на островах Протестант-Кей, Грін-Кей, Рут-Кей та Бак-Айленд. Раніше вони зустрічалися на острові Санта-Крус, однак наразі їх популяції на цьому острові вимерли. Санта-крузькі амейви живуть в сухих тропічних лісах і чагарникових заростях, в прибережних лісах та в заростях морського винограду на пляжах. Живляться безхребетними, відкладають яйця.

## Збереження
МСОП класифікує цей вид як такий, що перебуває під загрозою зникнення. Pholidoscelis polops загрожує хижацтво з боку інтродукованих щурів (Rattus rattus) і азійських мангустів (Urva auropunctata)